# 鼓楼街道 (太原市)
鼓楼街道，是中华人民共和国山西省太原市杏花岭区下辖的一个乡镇级行政单位。

## 行政区划
鼓楼街道下辖以下地区：
东缉虎营社区、西缉虎营社区、府东街社区、东仓巷社区、奶生堂社区、半坡东街社区、半坡西街社区和西羊市社区。